# ピーター・V・ブレット
ピーター・V・ブレット（Peter V. Brett、1973年2月8日 - ）はアメリカ合衆国のファンタジー作家。Demon Trilogy の第1作となる、『護られし者』を2008年に発表。現在は娘と共にブルックリンに在住。

## 略歴
ピーター・V・ブレットは幼少期より熱心なファンタジー文学の読者であり、またコミックやRPGにも親しんだ。ニューヨーク州立大学バッファロー校で英文学と芸術史を専攻し、1995年に卒業。専業作家になるまでのおよそ10年間、医療関係の出版業に携わった。それまでにも多くの時間を執筆に費やしており、『護られし者』は彼の4番目の作品となる。

## 作品
護られし者 (The Painted Man, 2008)
地中より這い出る魔物の進攻により文明が衰退した世界、人類は夜を護符の防御に頼り息を潜め生きていた。物語はアーレン、リーシャ、ロジャーら3人の、それぞれの幼年期より始まり、人類に降りかかる脅威へ立ち向かうまでを描く。それぞれの登場人物は異なる才能を持ち、交錯する出会いが戦いの始まりの鍵となる。ドイツ語、ポーランド語、日本語に翻訳され、世界9ヶ国で出版された。日本ではハヤカワ文庫より3分冊され刊行された。
The Desert Spear
『護られし者』に続く Demon Trilogy の第2作。2010年に世界同時刊行予定